# Märtyrer der Täuferbewegung

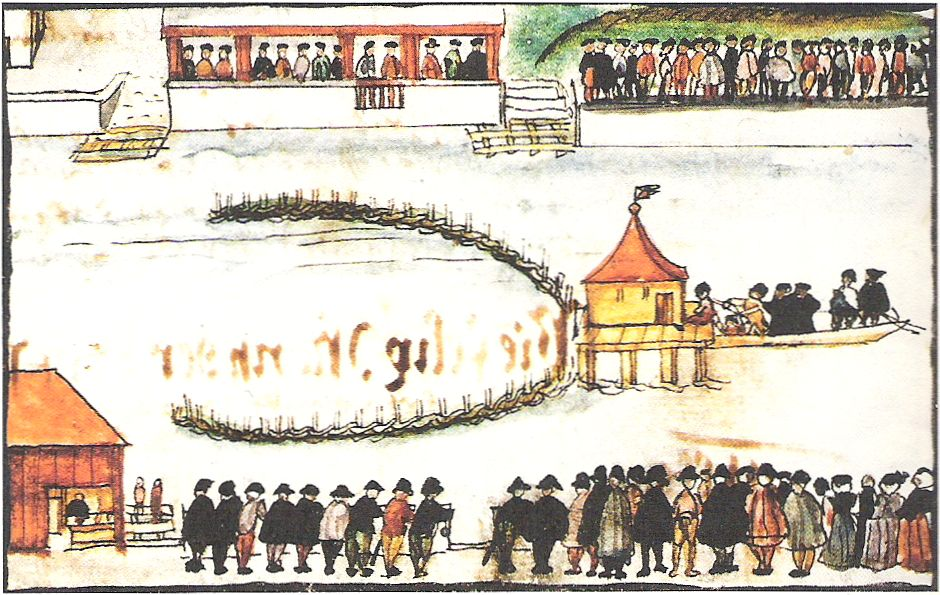
Felix Manz wird in der Limmat ertränkt. Darstellung aus dem 17. Jahrhundert.

Etwa 1000 historisch erfasste Täufer, von ihren Gegnern als Wiedertäufer oder Anabaptisten bezeichnet, ließen im 16. und 17. Jahrhundert aufgrund ihrer Glaubensüberzeugungen als Märtyrer der Täuferbewegung ihr Leben.

## Hintergrund
Die radikalreformatorisch-christliche Bewegung der Täufer entstand im zweiten Viertel des 16. Jahrhunderts in verschiedenen Teilen Europas. Wichtige Konzepte der frühen Täufer waren die Nachfolge Christi, die Kirche als Bruderschaft und die Gewaltlosigkeit. Ihr Denken und Verhalten begründeten sie ganz aus der wortgetreuen Auslegung des Neuen Testamentes (sola scriptura), was auch in ihrem Sakramentsverständnis (Gläubigentaufe, Abendmahl) zum Ausdruck kam. Hinzu kamen Forderungen nach Glaubensfreiheit, nach Trennung von Kirche und Staat, nach Gütergemeinschaft und nach Absonderung (Gemeinschaft der Gläubigen).
Es setzte bald eine heftige Verfolgung der Täufer ein, wobei zu härtesten Maßnahmen wie Vertreibung, Folterung und Ermordung gegriffen wurde. Täufer wurden ihres Besitzes beraubt, außer Landes verwiesen und in die Sklaverei verkauft. Nur wenige Landesherren gewährten den Täufern – oft nur vorübergehend – Schutz.
Die rechtliche Grundlage der Täuferverfolgung im 16. und 17. Jahrhundert bildete das sogenannte Wiedertäufermandat, das 1529 auf dem Reichstag zu Speyer beschlossen worden war. Auch das nach wie vor gültige Augsburger Bekenntnis der lutherischen Kirchen legitimierte die Verfolgungen, indem es die Täufer ausdrücklich verdammte. An den Verfolgungen waren die jeweiligen Landesherren und gleichermaßen die Römisch-katholische Kirche, die lutherische und reformierte Geistlichkeit beteiligt.

## Opfer

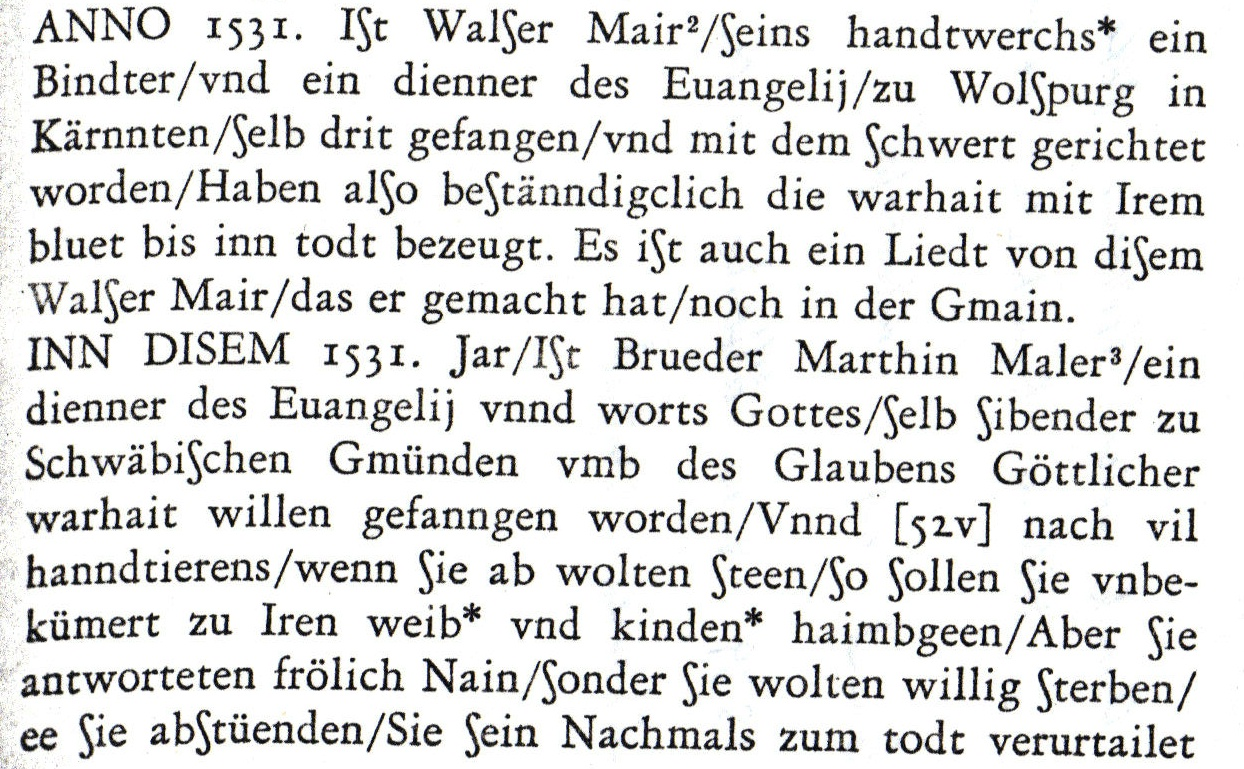
Auszug aus der Märtyrer-Tafel des Geschichtbuchs der Hutterischen Brüder

Zu den ersten Märtyrern der Täuferbewegung gehörten Eberli Bolt, Hans Krüsi (auch Hans Nagel genannt) sowie Felix Manz, der am 5. Januar 1527 in der Limmat bei Zürich ertränkt wurde. Weitere bekannte Märtyrer waren Balthasar Hubmaier, Jörg Blaurock und Michael Sattler.
Der mennonitische Märtyrerspiegel führt etwa 800 täuferische Märtyrer namentlich auf. Das Geschichtbuch der Hutterischen Brüder beschreibt auf rund 670 Seiten viele Einzelschicksale täuferischer Märtyrer und enthält eine sogenannte Märtyrer Tafel.
Die Täuferforschung geht davon aus, dass die in den Schriften dokumentierte Opferzahl mindestens verdoppelt werden muss. Der Täuferforscher Wolfgang Krauß spricht im Blick auf das Ausmaß des Martyriums, das die Täufer durchlitten haben, von einem „Ekklesiozid“.

### Die Martertafel desGeschichtbuches der Hutterischen Brüder
Die im Geschichtbuch der Hutterischen Brüder aufgeführte sogenannte Märtyrer Tafel enthält als Seitenanmerkung den Eintrag: „Märtyrer Tafel, wie Gott zu allen Ecken deutscher Lande sein Wahrheit mit Blut bezeuget und an Tag gebracht hat“. Aufgelistet werden hier unter Angabe der Region und der Orte die Zahlen der Täufermärtyrer des 16. Jahrhunderts.
| Region           | Orte | Täufermärtyrer insgesamt |
| ---------------- | --- | ------------------------ |
| Böhmen           | Prag (11) | 11                       |
| Ungarn           | Kirchschlag (3), Loren (3), Nusel (2) | 8                        |
| Mähren           | Brünn (4), Znaim (7), Olmütz (4) | 15                       |
| Österreich       | Wien (23), Neustadt (2), Kreuzenstein (6), Melk (3), Grein (1), Lembach (45), Mödling (4), Pöggstall (1), Ybbs (1), Krems (3), Behemskirch (2), Ottental (4), Puttehofen (4), Feldsberg (1), Falkenstein (5) | 105                      |
| Land ob der Enns | Mathausen (1), Gmünden (2), Enns (1), Kropfhall (2), Steyr (30), Wels (10), Fesselspruck (4), Grametsteten (3), Freynstadt (10), Falkendorf (1), Vöcklabruck (8), Weißenburg (2), Linz (72) | 146                      |
| Bayern           | München (9), Rosenheim (1), Aibling (3), Wasserburg (1), Mühldorf (5), Ötting (7), Landshut (5), Lampach (22), Burckhausen (7), Riedt (4), Schärding (3), Passau (2), Filzhofen (1), Meermeß (1), Ingolstadt (2), Nüneburg (3), Julbach bei Braune (1), Freyburg (2)                                                         | 79                       |
| Steiermark       | Graz (7), Bruck an der Mur (12), Huntzmarkt (1), Grichsbach (5) | 25                       |
| Kärnten          | Sankt Veit (7), Kemeten (3), Göppingen (5), Wolfsburg (3) | 18                       |
| Pustertal        | Silgen (3), Taufers (1), St. Lorenzen (11), Kyens (5), Schöneck (4), Michelsberg (24) | 48                       |
| Etschland        | Brixen (16), Clausen (7), Kaltern (4), Kuntersweg (9), Bozen (11), Neumarkt (9), Terlen (3), Sterzing (30), Gufidaun (19), Roteneck (4), Schlanders (1), Trient (1) | 114                      |
| Salzburg         | Salzburg (38), Titmonig (4), Berchtesgaden (18), Marklibat (2), Kuchel im Kucheltal (3), Appenau (1) | 66                       |
| Inntal           | Kopfstein (16), Rattenberg am Inn (71), Schwaz (20), Hall (2), Innsbruck (8), Landteck (1), Kitzbühel (68), Stams (3), Petersberg (2), Imst (8), Rotholz (1) | 200                      |
| Frankenland      | Ansbach (1), Bamberg (1), Kitzingen (20), Frankenhausen (1), Fehelspruck (3), Würzburg (10) | 34                       |
| Schwaben         | Augsburg (2), Landsberg (19), Laugingen (2), Tillingen (2), Höchstätt (2), Weißenhorn (1), Zusmarshausen (8), Nördlingen (1), Schwäbisch Gmünd (7), Mantelhof (20), Kaufbeuren (5), Sundhofen (1), Wardhausen (1), Günzburg (6), Reuten (1)                                                                                  | 78                       |
| Markgräflerland  | Baden (20), Pforzheim (2), Pretheim (9), Durlach (12), Bruchsal (1), Pühel (2), Gersbach (1) | 47                       |
| Württemberg      | Urach (1), Esslingen (3), Illingen (10), Schorndorf (1), Tübingen (5), Weil (2), Stuttgart (2), Rottenburg am Neckar (13), Rothenburg ob der Tauber (24), Herrenberg (12), Schlüsselfeld (1), Stätz (18), Deutschnofen (1), Ulmerfeld (2), Waldshut (5), Wilhelmsbruck (1), Weiden (3), Königsberg (3), Kirch an der Eck (1) | 108                      |
| Kurpfalz         | Alzey (350) | 350                      |
| Rheinstrom       | Speyer (1), Kislach (1), Pühelsberg (1) | 3                        |
| Niederlande      | Aurea (1), Andorf (5), Lagrenzen (1), Brüssel (2), Aachen (5) | 14                       |
| Hessen           | Fulda (18) | 18                       |
| Elsass           | Ensisheim (600), Mühlhausen (17) | 617                      |
| Schweiz          | Zürich (16), Basel (3), Bern (1), Schwyz (5), Appenzell (1), Konstanz am Bodensee (3), Walza (11), Ettach (1), Baden (3) | 44                       |
| Welschland       | Venedig (3), Laffern (3), Lechensteg (4) | 10                       |

### Liste von Täufermärtyrern (Auswahl)
Die folgende Liste der Täufermärtyrer nennt historisch bezeugte Daten von Personen der Täuferbewegung, die wegen ihrer Überzeugungen im 16. und 17. Jahrhundert ihr Leben lassen mussten. Viele von ihnen blieben unbekannt; über andere liegen schriftliche Zeugnisse vor. Neben chronologischen Angaben werden auch – soweit bekannt – die jeweilige Hinrichtungsart, der Hinrichtungsort sowie dessen damalige konfessionelle Majorität genannt.
| Datum               | Name                    | Ort                           | Gebiet (ev./kath.) | Hinrichtungs- art                     | Bemerkung | Quelle |
| ------------------- | ----------------------- | ----------------------------- | ------------------ | ------------------------------------- | --- | --- |
| 9. März 1524        | Klaus Hottinger         | Luzern                        | kath.              | enthauptet                            | Hottinger, bekannt als einer der ersten Bilderstürmer von Zürich, Täufer avant la lettre (Prototäufer)                                                                                 | Arnold C. Snyder: The Birth and Evolution of Swiss Anabaptism, 1520–1530. In: Mennonite Quarterly Review 80 (2006), S. 501–645. |
| 29. Mai 1525        | Eberli Bolt             | Schwyz                        | kath.              | verbrannt                             | auch Hyppolit Eberle genannt | Andrea Strübind: Eifriger als Zwingli. Die frühe Täuferbewegung in der Schweiz, Berlin 2003 |
| 27. Juli 1525       | Hans Krüsi              | Luzern                        | kath.              | verbrannt                             | Krüsi gilt als einer der frühen Märtyrer der Täuferbewegung. | Andrea Strübind: Eifriger als Zwingli. Die frühe Täuferbewegung in der Schweiz. Berlin 2003. |
| 5. Jan. 1527        | Felix Manz              | Zürich (Limmat)               | ev.                | ertränkt                              | In Höhe der Hinrichtungsstelle befindet sich eine Gedenktafel. | Ekkehard Krajewski: Leben und Sterben des Zürcher Täuferführers Felix Mantz, Kassel, 1962 |
| 8. Feb. 1527        | Georg Wagner            | München                       | kath.              | verbrannt                             | Auch das Luthertum sieht Wagner als „seinen“ Blutzeugen und führt ihn in seinem Gedächtniskalender.                                                                                    | Ludwig Keller: Wagner, Georg. In: Allgemeine Deutsche Biographie (ADB). Band 40, Duncker & Humblot, Leipzig 1896, S. 499 f. GAMEO abgerufen am 6. April 2013 |
| 21. Mai 1527        | Michael Sattler         | Rottenburg am Neckar          | kath.              | verbrannt                             | Michael Sattler war der Ehemann von Margaretha Sattler. | Elisabeth Schröder-Kappus / Wolfgang Wagner: Michael Sattler. Ein Märtyrer in Rottenburg (1490–1527), Tübingen 1998 |
| 24.(?) Mai 1527     | Margaretha Sattler      | Rottenburg am Neckar          | kath.              | ertränkt                              | Margaretha Sattler war die Ehefrau Michael Sattlers. | Elisabeth Schröder-Kappus / Wolfgang Wagner: Michael Sattler. Ein Märtyrer in Rottenburg (1490–1527), Tübingen 1998. |
| 1528                | Johannes Brötli         | unbekannt                     | –                  | verbrannt                             | Eintrag im Märtyrerspiegel: Hans Pretle | James M. Stayer: Reublin and Brötli: The Revolutionary Beginnings of Swiss Anabaptism. In: Marc Lienhard (Hrsg.): The Origins and Characteristics of Anabaptism. The Hague 1977. S. 83–102 |
| Januar (?) 1528     | Leonhard Dorfbrunner    | Passau                        | kath               | verbrannt                             | – | Christian Hege, Christian Neff: Artikel Dorfbrunner, Leonhard, in: Mennonitisches Lexikon, Band 4, Frankfurt & Weierhof 1913 |
| 7. Jan. 1528        | Augustin Perwanger      | München                       | kath.              | enthauptet                            | Augustin Perwanger war ein Adliger aus Günzlhofen und Bruder des Christoph Perwanger. Ob er, um dem Scheiterhaufen zu entgehen, vor seiner Hinrichtung widerrufen hat, ist umstritten. | Toni Drexler: Die Perwanger von Günzlhofen und Vogach. Hofmarksherren, Täufer und Domherren an der Wende zur Neuzeit, in: Zeitschrift Amperland. Heimatkundliche Vierteljahresschrift für die Kreis Dachau, Freising und Fürstenfeldbruck, 41. und 42. Jahrgang / 2005 und 2006, Dachau 2006, S. 279 ff. |
| 7. Jan. 1528        | Christoph Perwanger     | München                       | kath.              | enthauptet                            | Christoph Perwanger war ein Adliger aus Günzlhofen und Bruder des Augustin Perwanger. Ob er, um dem Scheiterhaufen zu entgehen, vor seiner Hinrichtung widerrufen hat, ist umstritten. | Toni Drexler: Die Perwanger von Günzlhofen und Vogach. Hofmarksherren, Täufer und Domherren an der Wende zur Neuzeit, in: Zeitschrift Amperland. Heimatkundliche Vierteljahresschrift für die Kreis Dachau, Freising und Fürstenfeldbruck, 41. und 42. Jahrgang / 2005 und 2006, Dachau 2006, S. 279 ff. |
| 14. Jan. 1528       | Leonhard Schiemer       | Rattenberg                    | kath.              | enthauptet                            | Von Schiemer stammt das Märtyrerlied köstlich ist der Heiligen Tod | Bericht eines Unbekannten im Märtyrerspiegel über das Martyrium Schiemers |
| 30. Jan. 1528       | Elise Koch              | Bamberg                       | kath.              | verbrannt                             | Elise Koch wurde mit zwei Männern und zwei anderen Frauen hingerichtet. | Kurzbiografie bei Andreas Fischer |
| 4. Feb. 1528        | Hans Schlaffer          | Schwaz                        | kath.              | enthauptet                            | Schlaffer war auch ein Kirchenliederdichter der Täuferbewegung. Von ihm stammen die Lieder Ungnad Begehr ich nit von dir (Ausbund, Nr. 30) und Herr Gott, mein ewiger Vater            | Robert Friedmann: Schlaffer, Hans (d. 1528). In: Global Anabaptist Mennonite Encyclopedia Online |
| 6. Feb. 1528        | Ambrosius Spittelmayr   | Cadolzburg                    | ev                 | enthauptet                            | – | Herbert C. Klassen: Spittelmayr, Ambrosius (1497–1528). In: Global Anabaptist Mennonite Encyclopedia Online |
| 10. März 1528       | Balthasar Hubmaier      | Wien                          | kath.              | verbrannt                             | Hubmaier gilt auch als der Reformator Waldshuts. Seine Ehefrau wurde drei Tage nach seinem Märtyrertod ertränkt.                                                                       | Bernd Moeller: Hubmaier, Balthasar. In: Neue Deutsche Biographie (NDB). Band 9, Duncker & Humblot, Berlin 1972, ISBN 3-428-00190-7, S. 703 (Digitalisat). |
| 13. März 1528       | Elsbeth Hügline         | Wien                          | kath.              | ertränkt                              | Drei Tage vor ihrem Märtyrertod wurde ihr Ehemann Balthasar Hubmaier verbrannt. | Bernd Moeller: Hubmaier, Balthasar. In: Neue Deutsche Biographie (NDB). Band 9, Duncker & Humblot, Berlin 1972, ISBN 3-428-00190-7, S. 703 (Digitalisat). |
| 25. Apr. 1528       | Hans Leupold            | Augsburg                      | ev.                | enthauptet                            | – | Hans Guderian: Die Täufer in Augsburg. Ihr Geschichte und ihr Erbe. Ein Beitrag zur 2000-Jahr-Feier der Stadt Augsburg. Ludwig, Pfaffenhofen 1984, ISBN 3-7787-2063-5. |
| 11. Mai 1528        | Eitelhans Langenmantel  | Weißenhorn                    | kath.              | enthauptet                            | Vorfahre Thomas Jeffersons | Ludwig Keller: Langenmantel, Eitelhans. In: Allgemeine Deutsche Biographie (ADB). Band 17, Duncker & Humblot, Leipzig 1883, S. 670 f. |
| Mai/Juni (?) 1528   | Wolfgang Ulimann        | Waldsee                       | kath.              | enthauptet                            | Ulimann wurde gemeinsam mit 10 weiteren Täufern enthauptet. Ihre Ehefrauen wurden ertränkt, die Kinder außer Landes verwiesen.                                                         | Samuel Geiser: Ulimann, Wolfgang (d.1528). In: Global Anabaptist Mennonite Encyclopedia Online |
| 13. Juni 1528       | Martin Burkhard         | Kaufbeuren                    | kath.              | enthauptet                            | Burkhard wurde gemeinsam mit weiteren Mitgliedern der Kaufbeurer Täufergemeinde, deren Vorsteher er war, hingerichtet.                                                                 | Otto Hege: Burkhard, Martin (d.1528). In: Global Anabaptist Mennonite Encyclopedia Online |
| 5. Sep. 1528        | Jakob Falk              | Zürich (Limmat)               | ev.                | ertränkt                              | – | Urs B. Leu / Christian Scheidegger (Hrsg.): Die Zürcher Täufer 1525–1700, Zürich 2007, S. 50 |
| 5. Sep. 1528        | Heini Reimann           | Zürich (Limmat)               | ev.                | ertränkt                              | – | Urs B. Leu, Christian Scheidegger (Hrsg.): Die Zürcher Täufer 1525–1700. Zürich 2007, S. 50. |
| 1529                | Wolfgang Brandhuber     | Linz                          | kath.              | ? (enthauptet oder verbrannt)         | Brandhuber wurde gemeinsam mit Hänslin Mittermeier und 75 weiteren Täufern hingerichtet.                                                                                               | Christian Hege: Brandhuber, Wolfgang (d. 1529). In: Global Anabaptist Mennonite Encyclopedia Online |
| 1529                | Hänslin Mittermeier     | Linz                          | kath.              | ? (enthauptet oder verbrannt)         | Mittermeier wurde gemeinsam mit Wolfgang Brandhuber und 75 weiteren Täufern hingerichtet.                                                                                              | Christian Hege: Mittermaier, Hans (d. 1529). In: Global Anabaptist Mennonite Encyclopedia Online |
| 4. Feb. 1529        | Ludwig Hätzer           | Konstanz                      | ev.                | enthauptet                            | Hätzer gilt als einer der ersten deutschsprachigen Antitrinitarier der Reformationszeit.                                                                                               | Kurt Guggisberg: Hätzer, Ludwig. In: Neue Deutsche Biographie (NDB). Band 7, Duncker & Humblot, Berlin 1966, ISBN 3-428-00188-5, S. 455 (Digitalisat). |
| 8. (?) Februar 1529 | Philipp Schwitzer       | Luzern                        | kath.              | geschwemmt                            | – | Willy Brändli: Täuferprozesse in Luzern im XVI. Jahrhundert. In: ZWINGLIANA, Band VIII / Heft 2, 1944 / Nr. 2, S. 65ff |
| 6. Sep. 1529        | Jörg Blaurock           | Klausen                       | kath.              | verbrannt                             | Blaurock, ein ehemaliger römisch-katholischer Priester, gilt als erster „Täufer“ der Täuferbewegung.                                                                                   | Fritz Jecklin: Jörg Blaurock vom Hause Jacob. Ein Märtyrer der Wiedertäufer, Graubünden 1891 |
| 7. Dez. 1529        | Martin Zehentmayer      | Schwäbisch Gmünd              | kath.              | enthauptet                            | Mit Zehentmayer wurden sechs weitere Täufer hingerichtet. | Peter Hover: The Secret of Strength. What Would the Anabaptists Tell This Generation? (PDF; 3,6 MB) o. O. 2008, S. 47 ff. (englisch). |
| 18. Jan. 1530       | Barbara Unger           | Reinhardsbrunn (Thüringen)    | ev.                | verbrannt? enthauptet?                | Unger wurde zusammen mit Andreas Kolb, Katharina Kolb, Christoph Ortlep, Katharina König und Elsa Kuntz ermordet.                                                                      | Christian Hege und Christian Neff: Reinhardsbrunn (Thuringia, Germany). In: Global Anabaptist Mennonite Encyclopedia Online |
| 20. Jan. 1530       | Konrad Winkler          | Zürich (Limmat)               | ev.                | ertränkt                              | – | Urs B. Leu / Christian Scheidegger (Hrsg.): Die Zürcher Täufer 1525–1700, Zürich 2007, S. 50 |
| 26. März 1530       | Gall Fischer            | Nürtingen                     | kath.              | enthauptet                            | Die Reformation wurde in Nürtingen erst 1535 eingeführt. Zum Zeitpunkt der Hinrichtung Fischers war die Stadt noch katholisch.                                                         | Christian Hege: Fischer, Gall (d.1530). In: Global Anabaptist Mennonite Encyclopedia Online |
| 30. März 1530       | Augustin Bader          | Stuttgart                     | kath.              | enthauptet                            | – | Anselm Schubert: Täufertum und Kabbalah. Augustin Bader und die Grenzen der Radikalen Reformation. Gütersloh 2008, ISBN 978-3-579-05372-1 |
| 20. März 1531       | Sikke Snyder            | Leeuwarden                    | kath.              | enthauptet                            | Die Hinrichtung geschah vor der Leeuwardener Kanzlei. | Kirchengeschichtliche Seite in Plautdietsch; (eingesehen am 8. März 2009) |
| 5. Dez. 1531        | Jan Folkertsz Trypmaker | Den Haag                      | kath.              | enthauptet                            | Trypmaker wurde mit sieben weiteren Täufern hingerichtet. | Nanne van der Zijpp: Jan Volkertsz Trypmaker (d. 1531), in: Global Anabaptist Mennonite Encyclopedia Online, 1957; abgerufen am 8. März 2011 |
| 23. März 1532       | Heini Karpfis           | Zürich (Limmat)               | ev.                | ertränkt                              | – | Urs B. Leu / Christian Scheidegger (Hrsg.): Die Zürcher Täufer 1525–1700, Zürich 2007, S. 50 |
| 23. März 1532       | Hans Herzog             | Zürich (Limmat)               | ev.                | ertränkt                              | – | Urs B. Leu / Christian Scheidegger (Hrsg.): Die Zürcher Täufer 1525–1700, Zürich 2007, S. 50 |
| Mitte November 1533 | Alexander               | Frankenhausen                 | kath.              | enthauptet                            | Vor seiner Taufe durch Volkmar von Hildburghausen (1529) war Alexander als Messner und Schulmeister in Esperstedt tätig.                                                               | Paul Wappler: Die Täuferbewegung in Thüringen von 1526-1584. Band II in der Reihe Beiträge zur neueren Geschichte Thüringens (bearbeitet von Paul Wappler). Verlag von Gustav Fischer: Jena, 1913. S. 86. 92–101. 106f. 110. 144. 207. 222–224. 344f. 347–352. 356. 374f. 377. 380–382. 393. 442.        |
| 1. Feb. 1535        | Johann Klopreis         | Brühl (Rheinland)             | kath.              | verbrannt                             | – | Roland Böhm: Klopreis (Cloprys, Klopriss), Johann. In: Biographisch-Bibliographisches Kirchenlexikon (BBKL). Band 4, Bautz, Herzberg 1992, ISBN 3-88309-038-7, Sp. 78–79 (Artikel/Artikelanfang im Internet-Archive).                                                                                    |
| 4. Okt. 1535        | Petronella (Täuferin)   | Gröningen                     | kath.              | ertränkt                              | Petronella gehörte zur Halberstädter Täufergemeinde. | Marion Kobelt-Groch: Aufsässige Töchter Gottes. Frauen im Bauernkrieg und in den Täuferbewegungen. Campus: Frankfurt/Main, 1993. S. 133–146. |
| 26. Jan. 1536       | Heinz Kraut             | Jena / Landfeste              | ev.                | enthauptet                            | Heinz Kraut war ein täuferischer Sendbote in Nordthüringen und im Südharz. | Christian Hege, Christian Neff: Heinz Kraut. In: Mennonitisches Lexikon. Band II. Frankfurt, Weiherhof, Karlsruhe: 1913–1967. S. 558 |
| 26. Jan. 1536       | Hans Peißker            | Jena / Landfeste              | ev.                | enthauptet                            | Heinz Peißker war ein Kleineutersdorfer Müller und Gastgeber von Täufertreffen in Nordthüringen.                                                                                       | Paul Wappler: Die Täuferbewegung in Thüringen von 1526–1584. Gustav Fischer Verlag: Jena, 1913. S. 137–141 |
| 25. Feb. 1536       | Jakob Hutter            | Innsbruck                     | kath.              | verbrannt                             | Nach ihm wurden die Hutterer benannt. | Friedrich Wilhelm Bautz: Huter, Jakob. In: Biographisch-Bibliographisches Kirchenlexikon (BBKL). Band 2, Bautz, Hamm 1990, ISBN 3-88309-032-8, Sp. 1218–1221 (Artikel/Artikelanfang im Internet-Archive).                                                                                                |
| 24. Jan. 1539       | Anna Jansz              | Rotterdam                     |                    | ertränkt                              | Jansz dichtete Ick hoorde de Basuyne blasen. Das 18. Lied im Ausbund beschreibt ihr Schicksal.                                                                                         | C. Arnold Snyder, Linda A. Hubert Hecht: Profiles of Anabaptist Women: Sixteenth-Century Reforming Pioneers. Waterloo, Ontario 1996. S. 336–351. |
| Januar (?) 1542     | Andreas Fischer         | Krásnohorské Podhradie        | kath.              | von einer Mauer in die Tiefe gestürzt | Es handelte sich um eine Mauer der Burg Krásna Hôrka | Martin Rothkegel: Fischer, Andreas. In: Mennonitisches Lexikon. Band 5 (MennLex 5). |
| 13. Nov. 1542       | Ursula van Beckum       | Delden / Niederlande          | kath.              | verbrannt                             | Ursula van Beckum stammte ursprünglich aus dem ostfriesischen Werdum. | |
| 24. Juni 1545       | Hans Blüetl             | Ried im Innkreis              | kath.              | verbrannt                             | Über das Martyrium Blüetls wurde das Lied Aus Eifer der göttlichen Ehr verfasst. | GAMEO abgerufen am 22. Dezember 2013 |
| Herbst 1546         | Oswald Glait            | Wien (Donau)                  | kath.              | ertränkt                              | Das Kirchenlied Ihr Jungen und Ihr Alten, nun höret das Gedicht thematisiert seinen Märtyrertod.                                                                                       | Johann Loserth und Robert Friedmann: Glait, Oswald (d. 1546). In: Global Anabaptist Mennonite Encyclopedia Online |
| 1548                | Fritz Erbe              | Eisenach Südturm der Wartburg | ev.                | in langjähriger Kerkerhaft verstorben | Die sterblichen Überreste Fritz Erbes wurden im September 2006 gefunden. | Christian Neff: Erbe, Fritz (d. 1548). In: Global Anabaptist Mennonite Encyclopedia Online |
| 27. Mai 1549        | Elisabeth Dirks         | Leeuwarden/NL                 | -                  | ertränkt                              | Dirks ist auch unter dem Namen Lysbeth Dircxdochter bekannt; das Ausbund-Lied Nr. 13 (Eine schöne Historie von einer Jungfrau) erzählt von ihr.                                        | Christian Neff: Dirks, Elisabeth. In: Global Anabaptist Mennonite Encyclopedia Online. |
| 1557                | Gerrit Hazenpoet        | Nimwegen/Niederlande          | kath.              | verbrannt                             | Die Kosten seiner Gefangennahme, Haft und Hinrichtung wurden akribisch dokumentiert.                                                                                                   | Märtyrerspiegel, Bd. II |
| 5. März 1558        | Thomas von Imbroich     | Köln                          | kath.              | enthauptet                            | Imbroich gehörte zu den ersten Mennoniten des Rheinlandes. | Ludwig Keller: Thomas von Imbroich. In: Allgemeine Deutsche Biographie (ADB). Band 38, Duncker & Humblot, Leipzig 1894, S. 73 f. |
| 19. Juli 1560       | Claus Felbiger          | Landshut                      | kath.              | enthauptet                            | – | mennonews.de |
| 19. Juli 1560       | Hans Leitner            | Landshut                      | kath.              | enthauptet                            | – | mennonews.de |
| 1561                | Georg Ladenmacher       | im Rhein bei?                 | kath.              | ertränkt                              | Ladenmacher war ein Liederdichter der Täuferbewegung. | |
| 16. Mai 1569        | Dirk Willems            | Asperen / NL                  |                    | verbrannt                             | – | Artikel Dirk Willems im Märtyrerspiegel |
| 20. Okt. 1571       | Hans Haslibacher        | Bern                          | ev.                | enthauptet                            | Von ihm stammt das sogenannte Haslibacher-Lied | Hanspeter Jecker: Haslibacher, Hans. In: Historisches Lexikon der Schweiz. |
| 4. Jan. 1576        | John Bret               | Antwerpen                     | ev.                | verbrannt                             | Die Verbrennung erfolgte nach acht Monaten Gefängnis. Kurz vorher wurde ihm die Zunge mit einer Schraube am Unterkiefer befestigt, um ihn am Predigen zu hindern.                      | Dieter Götz Lichdi: Die Mennoniten in Geschichte und Gegenwart, S. 80 |
| 19. Juli 1597       | Anneken van den Hove    | bei Brüssel                   | kath.              | lebendig begraben                     | – | Nanne van der Zijpp: Anneken vanden Hove (d. 1597). In: Global Anabaptist Mennonite Encyclopedia Online (englisch) |
| 30. Sep. 1614       | Hans Landis             | Zürich                        | ev.                | enthauptet                            | Landis dichtete das Ausbund-Lied: Ich hab ein schön neu Lied gemacht. Er gilt als letzter Täufermärtyrer der Schweiz.                                                                  | Hans Ulrich Bächtold: Landis, Hans. In: Historisches Lexikon der Schweiz. |

### Historische Darstellungen – Kupferstiche Jan Luykens (Auswahl)

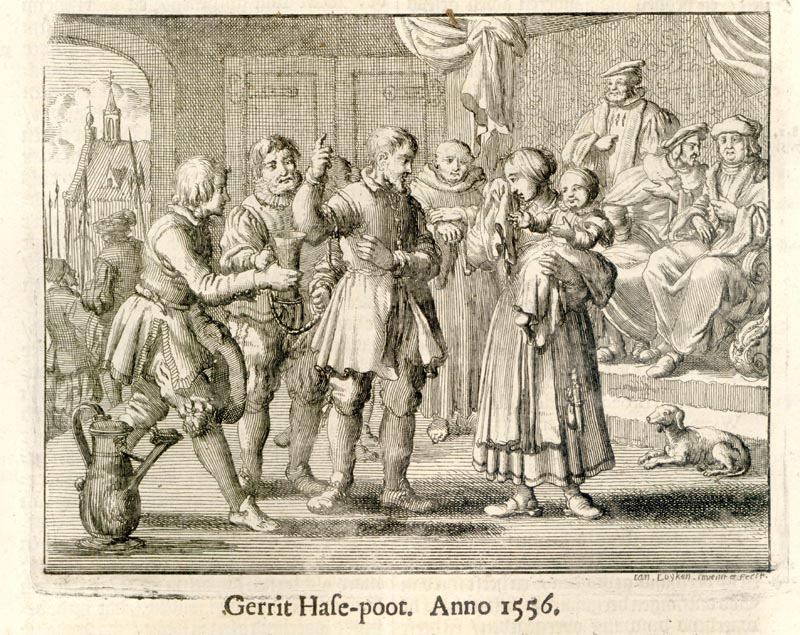
Gerrit Hazenpoet verabschiedet sich vor seiner Hinrichtung von Frau und Kind
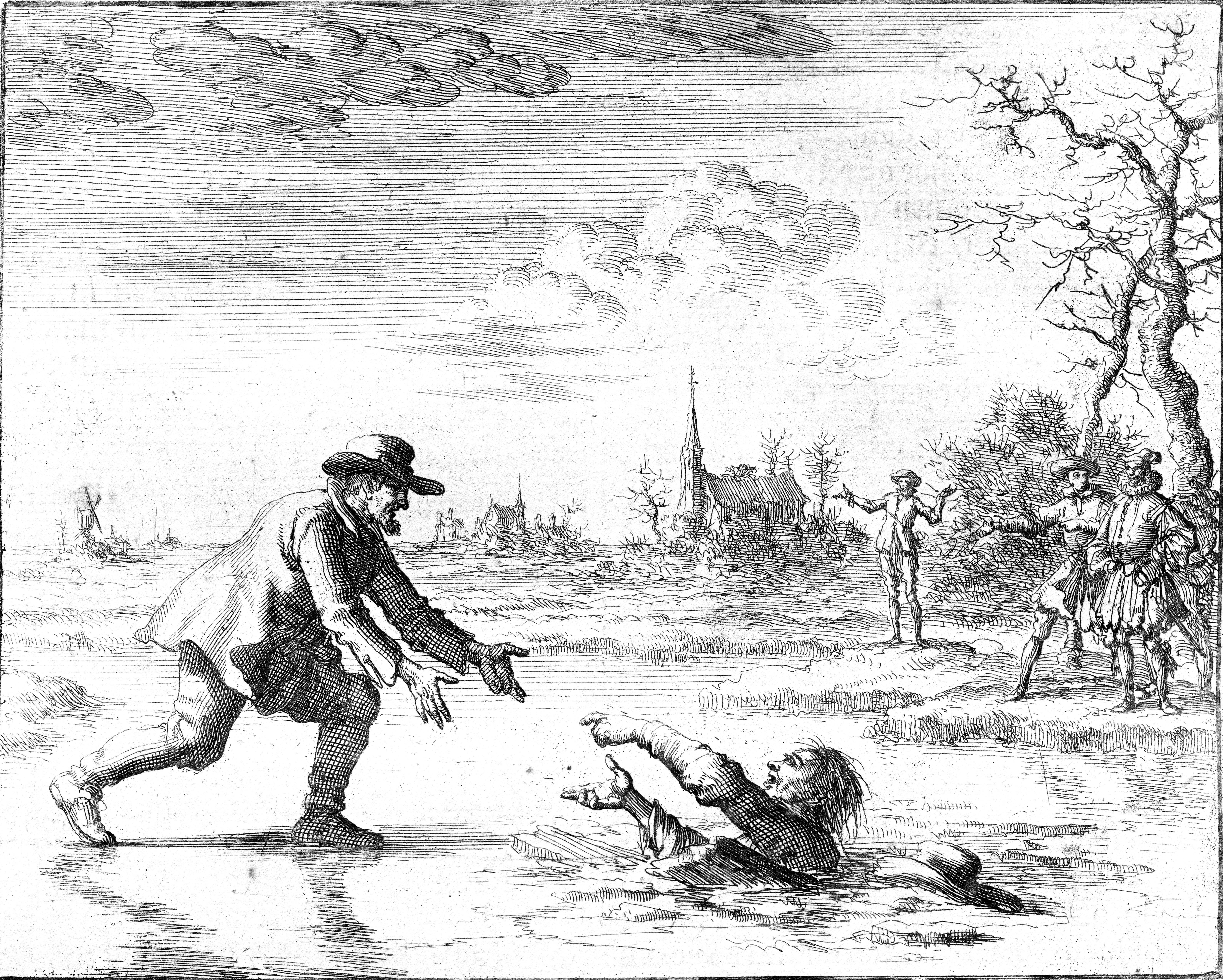
Dirk Willems rettet seinen Verfolger
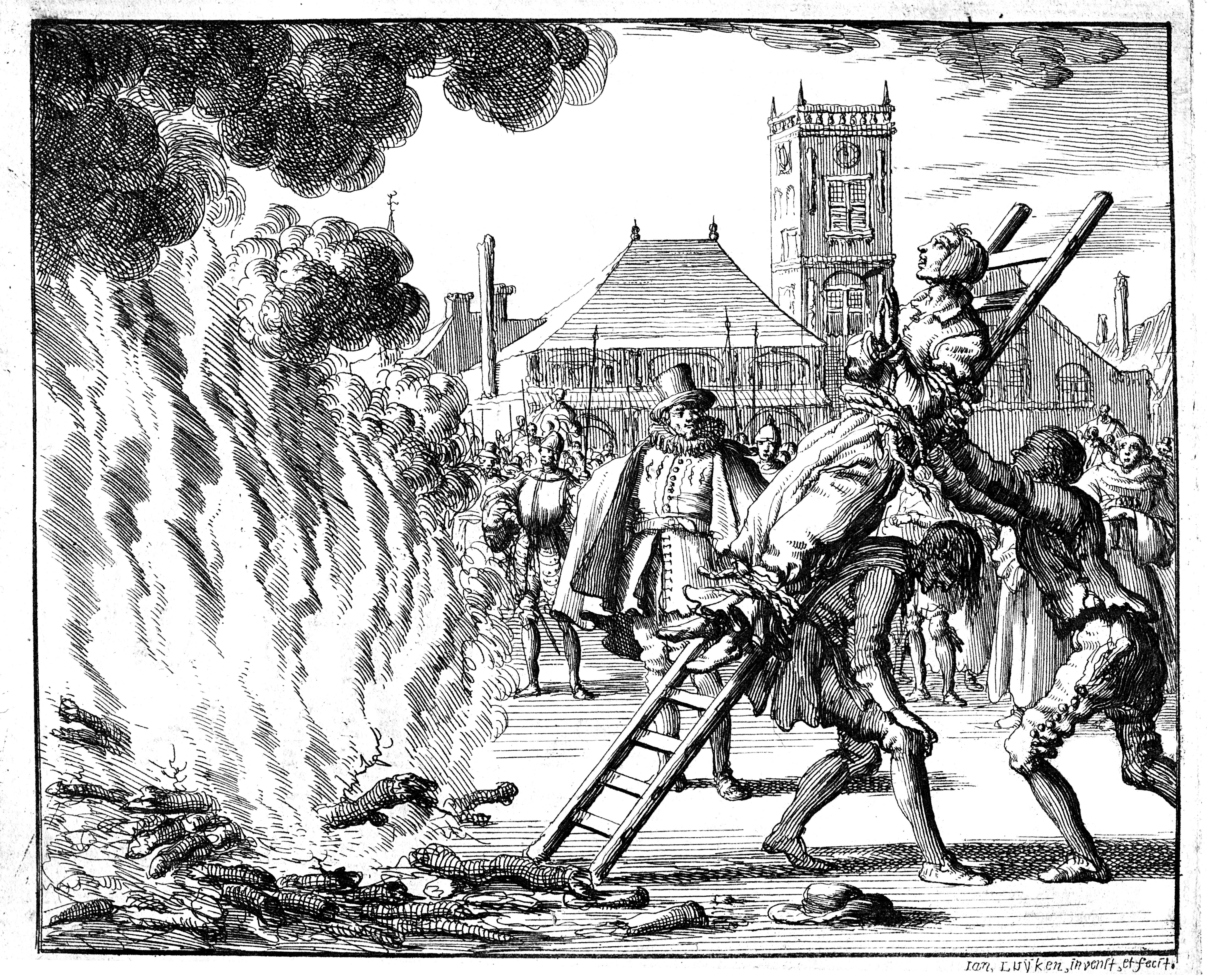
Verbrennung von Anneken Hendriks
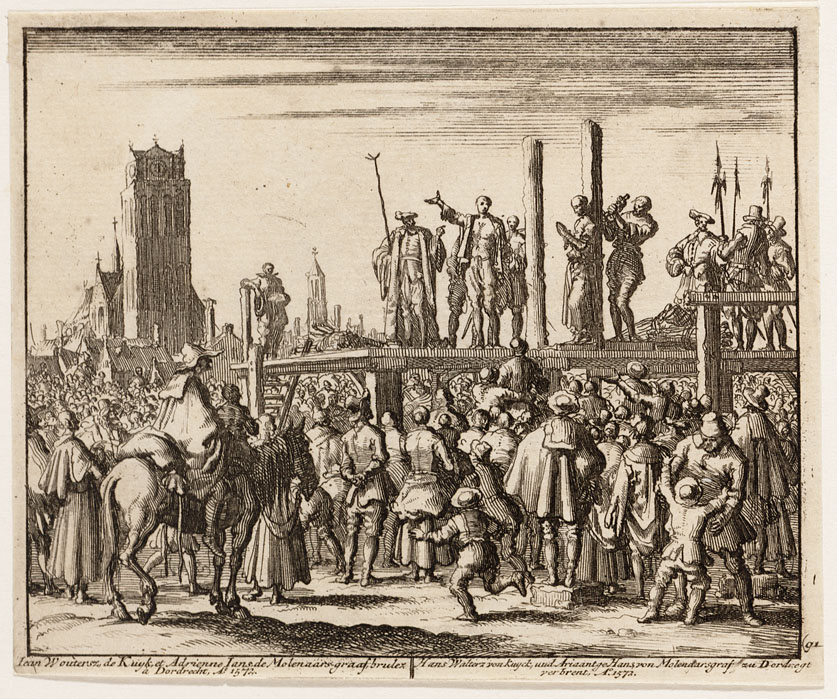
Verbrennung von Jan Woutersz van Kuyk und Adriaanken Jans in 1572 Dordrecht

## Historische Aufarbeitung und Gedenken
Neben dem Geschichtbuch der Hutterischen Brüder gehört der von Thieleman van Braght 1684 in Amsterdam verfasste Märtyrerspiegel (Der blutige Schauplatz – oder Märtyrer-Spiegel der Taufgesinnten oder Wehrlosen Christen..) zu den Büchern, die die Erinnerung an die Täufermärtyer über Jahrhunderte bewahrt haben. „Neben der Bibel hat kein anderes Buch die Mennoniten […] in ihrem Glauben mehr bewahrt und gestärkt“ als dieses Buch. Besonders geschätzt wurde die zweite Auflage des Märtyrerspiegels, dem 104 Kupferstiche des bekannten mennonitischen Künstlers Jan Luyken beigegeben worden waren. In neuerer Zeit erschien das Gedenkbuch Märtyrerschicksale von John S. Oyer und Robert S. Kreider, das im Wesentlichen auf den genannten älteren Chroniken fußt, seine biographischen Artikel aber durch jüngere Forschungsergebnisse ergänzt und zum Teil auch korrigiert.
Anlässlich des Täuferjahres 2007 baten Vertreter der Reformierten Kirche der Schweiz die Nachfahren der Täuferbewegung um Vergebung. Im Juli 2010 entschuldigte sich auch der Lutherische Weltbund bei seiner Vollversammlung in Stuttgart für die brutale Unterdrückung, Verfolgung und Tötung von Mennoniten im 16. und 17. Jahrhundert, die damals mit der Billigung des Reformators Martin Luther geschah.
Im Rahmen des Themenjahres „Reformation und Toleranz“ im Vorfeld der 500-Jahr-Feier des Thesenanschlages wurde am 18. Januar 2013 an die Ermordung von sechs Täufern im vormaligen Kloster Reinhardsbrunn in Thüringen am 18. Januar 1530 erinnert. Nach einem Bußgottesdienst mit Bischöfin Ilse Junkermann und dem Thüringer Kultusminister Christoph Matschie wurde zum Gedenken an die politischen und religiösen Verfolgungen der Täuferbewegung in Reinhardsbrunn eine Gedenkstele enthüllt.

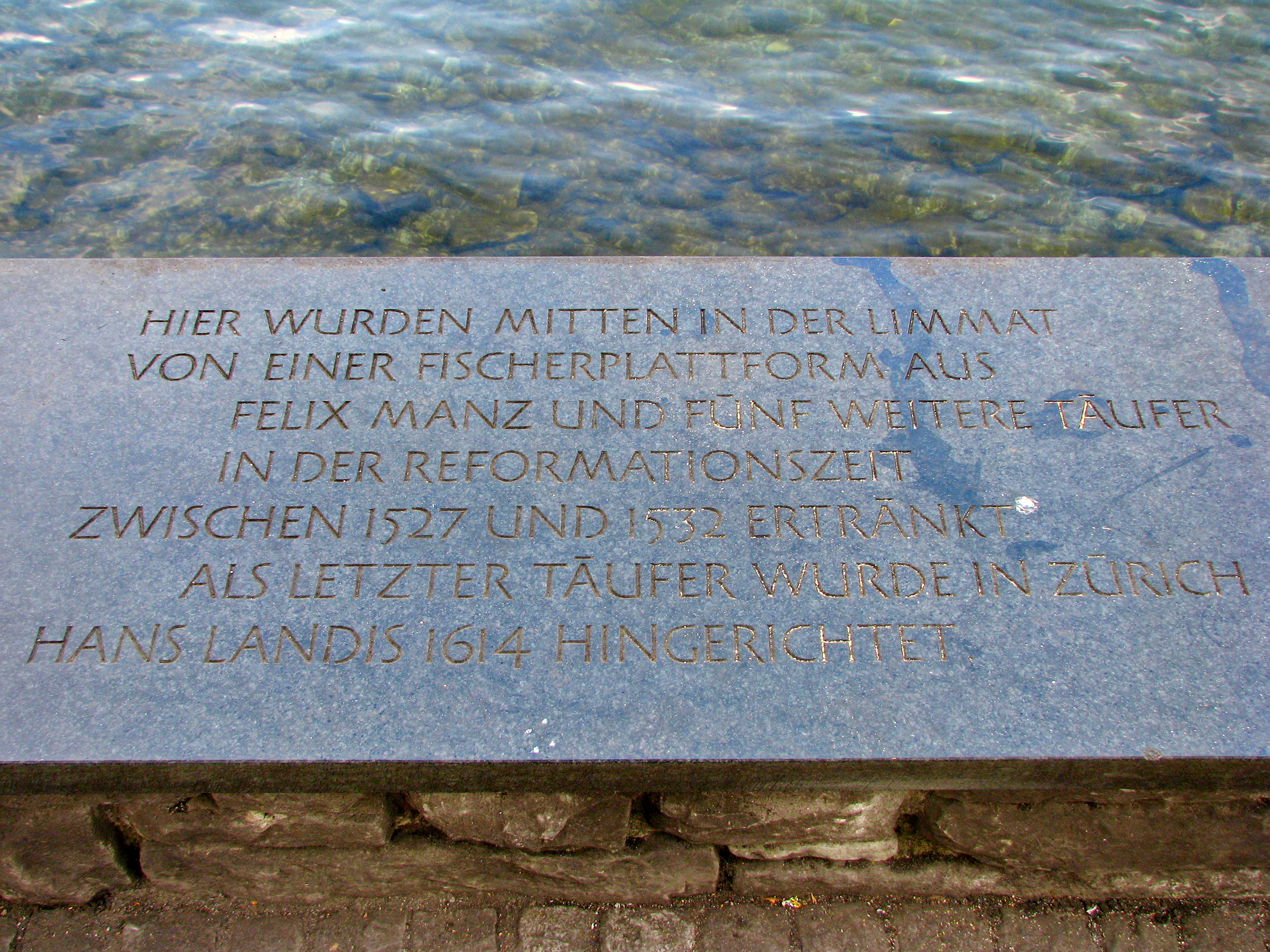
Gedenktafel für Felix Manz und fünf weitere Täufer an der Limmat in Zürich
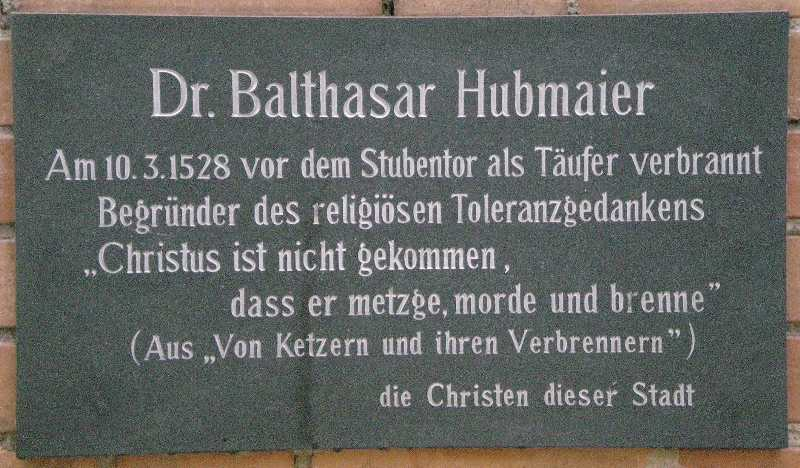
Gedenktafel für Balthasar Hubmaier, Wien, Dr.-Karl-Lueger-Platz
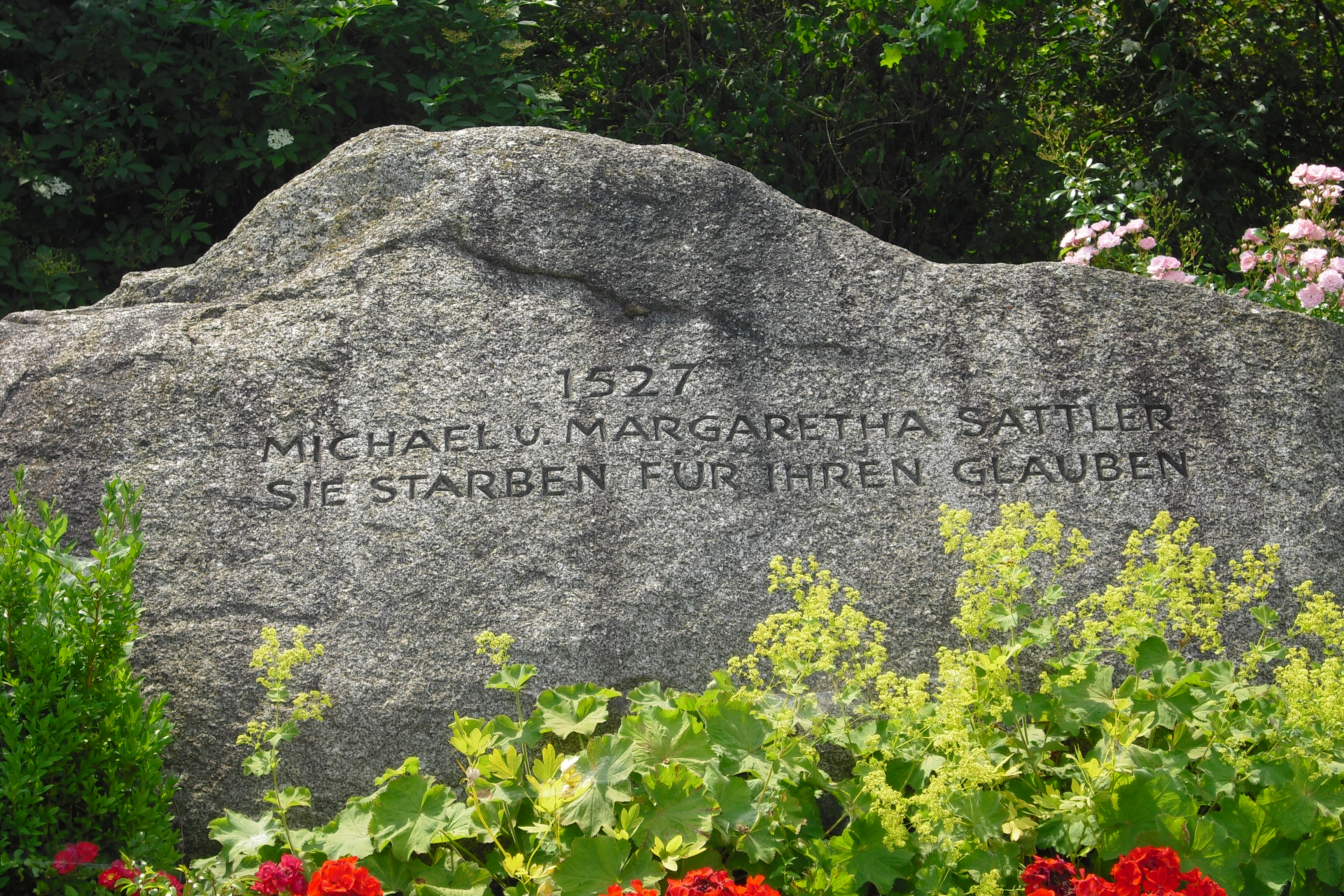
Gedenkstein für das Ehepaar Sattler in Rottenburg am Neckar
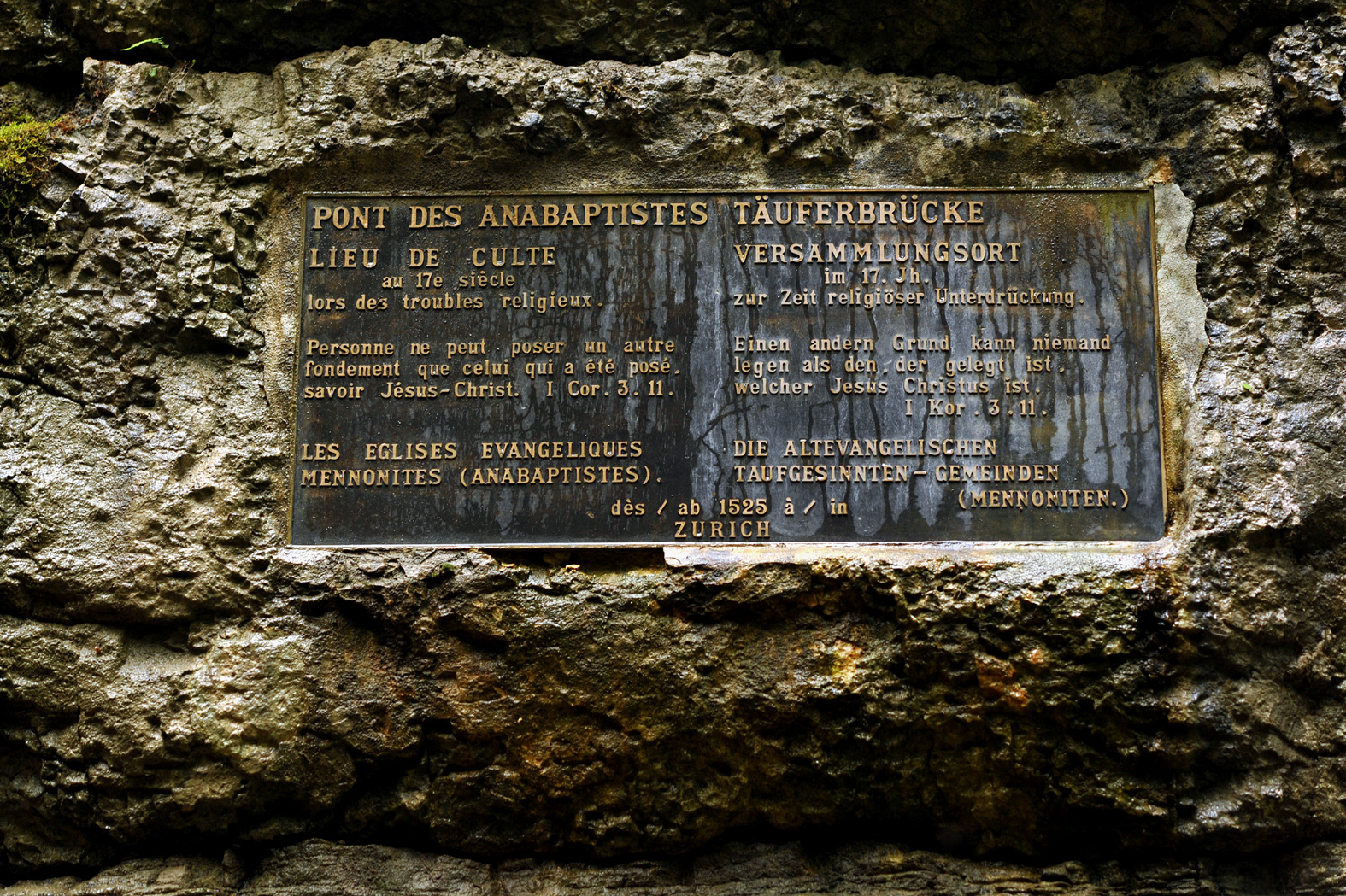
Gedenktafel an der Täuferbrücke bei Corgémont
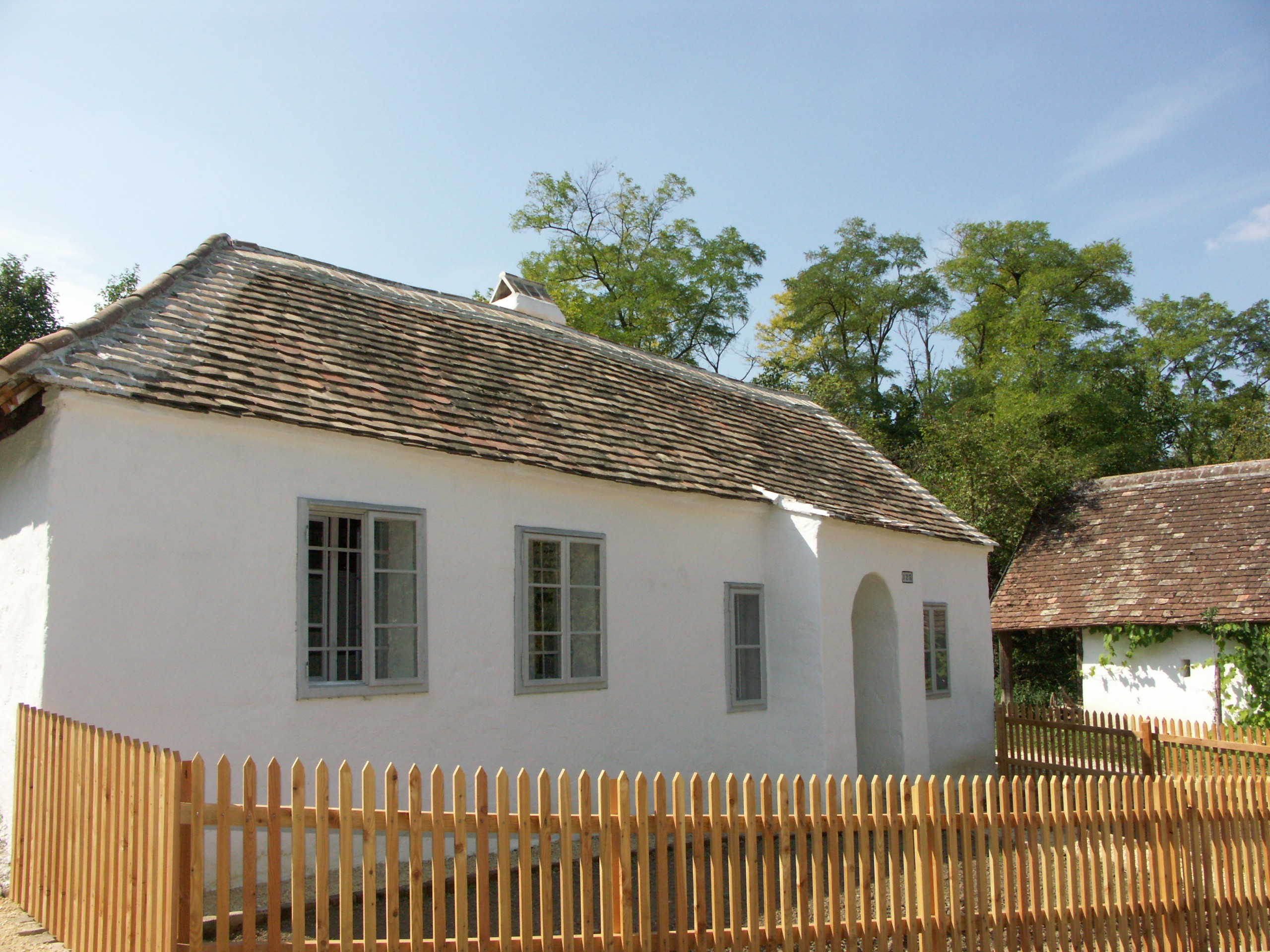
Täufermuseum Niedersulz – erstes Museum zur Geschichte der Täufer in Österreich
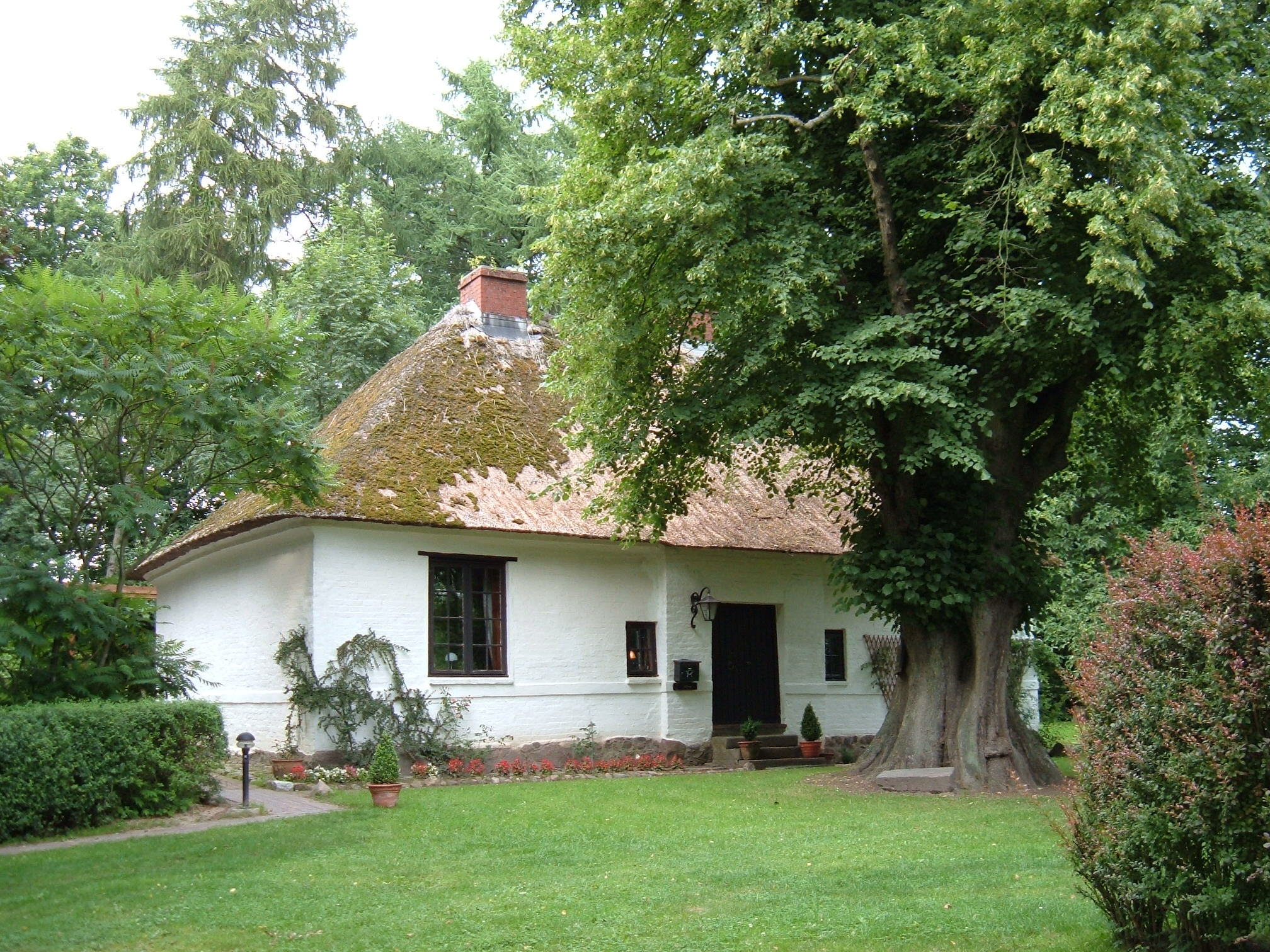
Mennokate – Versteck Menno Simons